# 人人影视
人人影视（英語：YYeTs，指人人，ETS是表示 ）是中国大陆的影视字幕組网站。2021年2月3日，上海市公安局對外公布案情，称人人影视字幕组因侵犯影视作品著作权案被查，14人被捕。

## 网站历史
网站前身YYeTs字幕组是于2003年由加拿大华裔留学生小鬼神创立。2006年6月开放了YYeTs美剧论坛，2007年正式更名为人人影视。梁良作为人人影视的管理员，兼任动画组的组长。为爱好者组织且对外宣称为非商业性组织。是中國國內最早創立、影響最大的字幕組之一。宗旨为：分享、學習、進步。常年提供国外影视剧和公开课的翻译字幕和资源下载。
网站由于版权问题多次受到关站威胁。2009年，人人影视就因为盗版资源被查，当时包括“伊甸园”、“BT中国联盟”和“悠悠鸟”等中国国内前几大BT网站在内的111家视听节目服务网站都被关停整改。人人影视当时宣布网站转型，放弃视频下载，只提供字幕服务。2010年12月，《中国新闻周刊》报道人人影视字幕组翻译耶鲁大学开放课程的事件，称其为“网络时代的知识布道者”。2013年4月25日世界知识产权日前后，受到影视网站思路网被查封事件的影响，人人影视宣布暂时关站。
2014年10月，人人影视在美国电影协会公布的一份全球范围内的音像盗版调查报告中被点名。人人影视在微博上回应称由于受到版权压力，人人影视网站将在11月底彻底清除所有无版权资源下载链接，但微博很快被删除。22日下午网站发布公告称暂时关站，屏蔽了中国大陆IP，能通过更改Hosts文件来达到访问的目的。此后几日部分网民反映使用中国大陆IP亦能正常访问人人影视网站，而公告则有了更改，并称中国区网站正式关闭，日后可能建立国际版网站。12月开始人人影视关闭了所有国际版服务器，用国外IP访问会提示DNS查找失败。人人影视在微博上称网站正式关闭。
2015年1月中旬，有网友发现人人影视官网现在仍处在关闭状态，但其主页却出现神秘的倒计时。网站对该倒计时的标语为“即将蚕变，敬请期待！”。
2015年2月6日中午，人人影视在新浪微博宣布，转型美剧社区，更名为“人人美剧”重装上线。
2016年12月16日，人人影视字幕组宣布：正式退出「人人美剧」，现与「人人视频」已无任何关系。
2020年1月，因被工信部列入《存在侵害用户权益行为的App企业》名单，人人影视遭到强行下架，直到3个月后才重新上架。同年3月1日，人人影视的服务器紧急关闭，之后于次日恢复正常。

### 关站事件
2020年9月，人人影视被上海市公安局经侦总队会同虹口公安分局立案侦查。上海警方發現有人通过“人人影视字幕组”的网站和客户端下載和觀看盜版影视作品。
2021年1月4日，人人影视字幕组网站发布公告，宣布正在清理内容，感谢大家对人人影视的支持。
2021年1月6日，上海與山东、湖北、广西等地警方抓捕梁良等14名人人影視核心人員，同時网站服务器再遭关闭。2月3日，上海警方對外公布案情，称该案为“‘9.8’特大跨省侵犯影视作品著作权案”，由国家版权局、全国“扫黄打非”办公室、公安部、最高检四部委联合督办。上海警方透露人人影视网站有注册会员数量800余万，涉案金额1600余万元人民币。
2021年8月31日，人人影视字幕组网站发布公告，宣布清空影视资源，APP暂时停止使用。
2021年11月22日，人人影視字幕組創始人梁永平，因著作權侵犯罪，被上海市人民檢察院做出一審判決，判處有期徒刑三年六個月，處罰150萬元。
2024年12月5日，人人影视的运营方在多个互联网渠道发布公告，将其二十年间翻译的全部字幕文件等资料分享开源。